# Адаменко, Галина Андреевна
Гали́на Андре́евна Ада́менко (20 мая 1922 — 28 августа 2012) — советский организатор сельскохозяйственного производства, Герой Социалистического Труда (1948).

## Биография
В 1942 году окончила сельскохозяйственный техникум в Чимкенте, в 1956 году — институт ирригации и механизации сельского хозяйства в Ташкенте.
В 1942—1948 годах работала агрономом колхоза «Красный Октябрь», старший агрономом МТС (Меркенский район Джамбулской области). В 1947 году в хозяйстве, где работала Галина Адаменко, было собрано по 430 центнеров сахарной свёклы с гектара.
В 1949—1960 годах трудилась директором МТС, 1960—1969 годах — председателем колхоза «Новый путь», в 1969—1977 годах — председателем райисполкома Чуйского района Джамбулской области, с 1977 года — начальником станции защиты растений в Чуйском районе.
В 1950 году вступила в КПСС. Избиралась депутатом Верховного Совета СССР (1950—1958), депутатом Верховного Совета Казахской ССР 3 и 4 созывов.
5 мая 2004 года Галина Адаменко Указом Президента Казахстана Н. А. Назарбаева была награждена орденом «Курмет» «за заслуги перед государством, активную общественную деятельность по консолидации общества и в связи с 59-летием со Дня Победы в Великой Отечественной войне 1941—1945 годов».

## Награды
- Герой Социалистического Труда (1948)
- орден Ленина (1948)
- орден «Курмет» (5 мая 2004)